# Język obcy

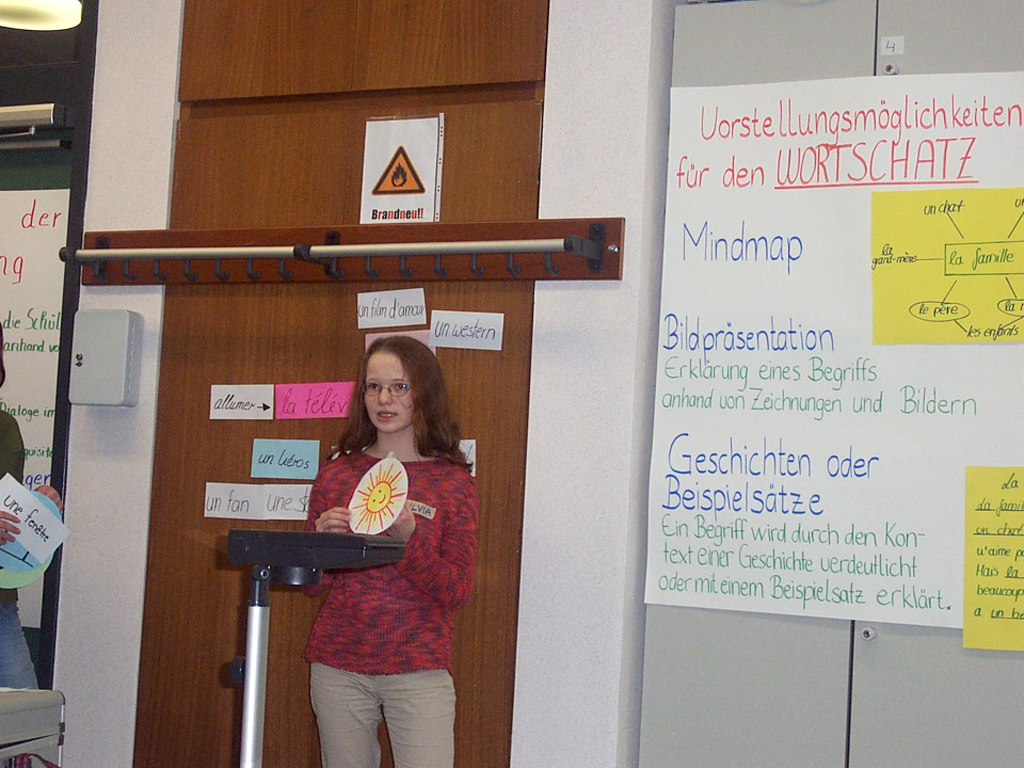
Nauka języka obcego

Język obcy – język nieużywany w danym kraju lub na danym terenie, nabyty najczęściej w procesie świadomego uczenia się. Nauka języka obcego stanowi element programu nauczania w systemach oświatowych większości krajów świata. W niektórych krajach obowiązkowym językiem obcym jest język angielski, w innych panuje pod tym względem większa dowolność. W Europie w 13 krajach angielski jest przedmiotem obowiązkowym, uczy się go 90% uczniów.

## Nauka języka obcego w polskim systemie szkolnictwa
W polskich szkołach każdy uczeń powinien uczyć się co najmniej dwóch języków obcych nowożytnych. Obowiązkowy egzamin z któregoś z tych języków przewidziany jest zarówno w VIII klasie szkoły podstawowej (na egzaminie ósmoklasisty), jak i na maturze.
Znajomość języków obcych i ich wykorzystywanie na co dzień ułatwia komunikowanie się, ma także wpływ na wysokość wynagrodzenia.